# Genolopa ampullacea
Genolopa ampullacea är en plattmaskart. Genolopa ampullacea ingår i släktet Genolopa och familjen Monorchiidae. Inga underarter finns listade i Catalogue of Life.